# Plaza Taksim

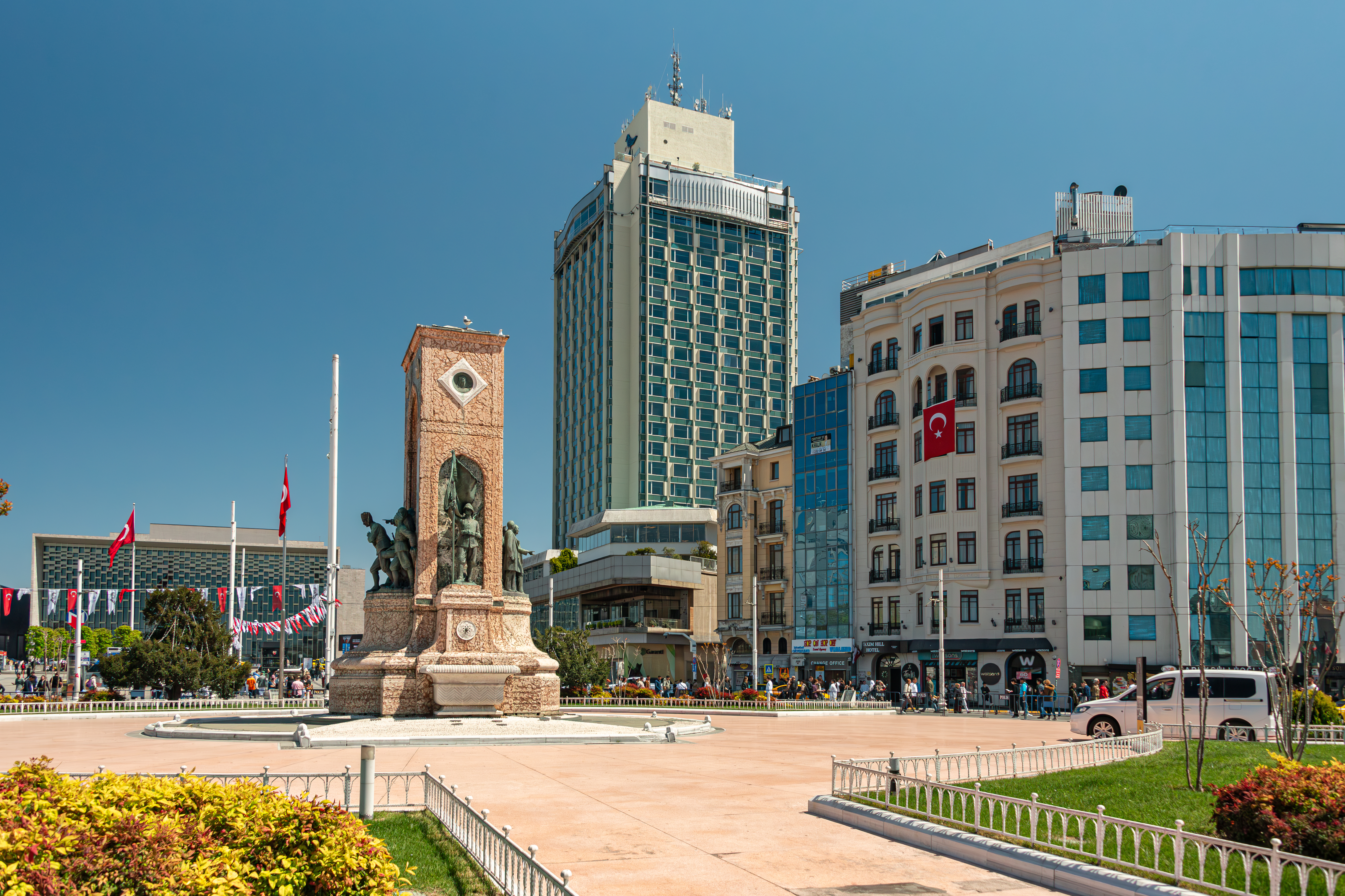
Vista de la plaza Taksim con el Monumento a la República (1928).

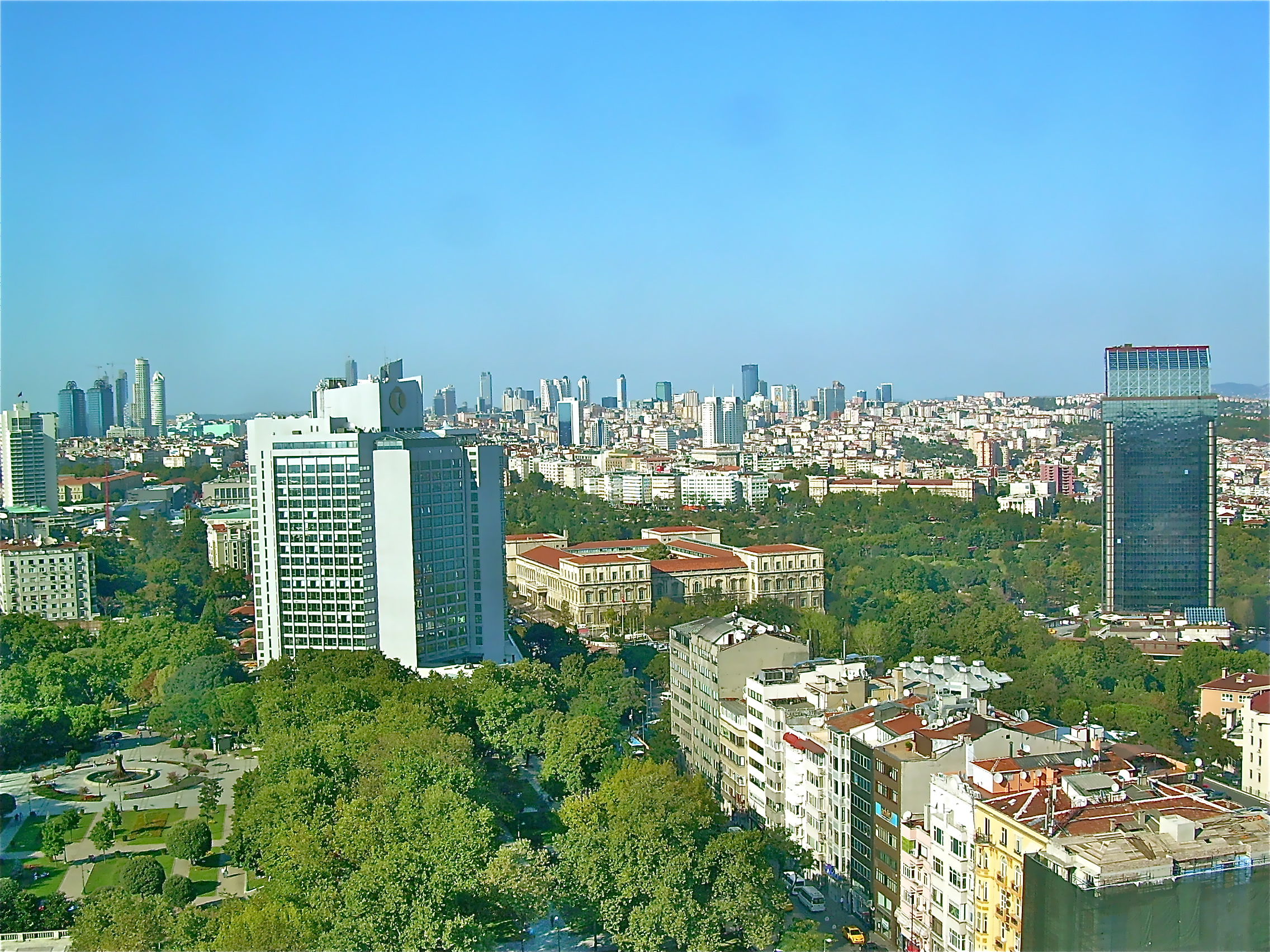
Vista del parque Taksim Gezi y el distrito financiero de Levent desde la azotea del Marmara Hotel, situado en la plaza Taksim.

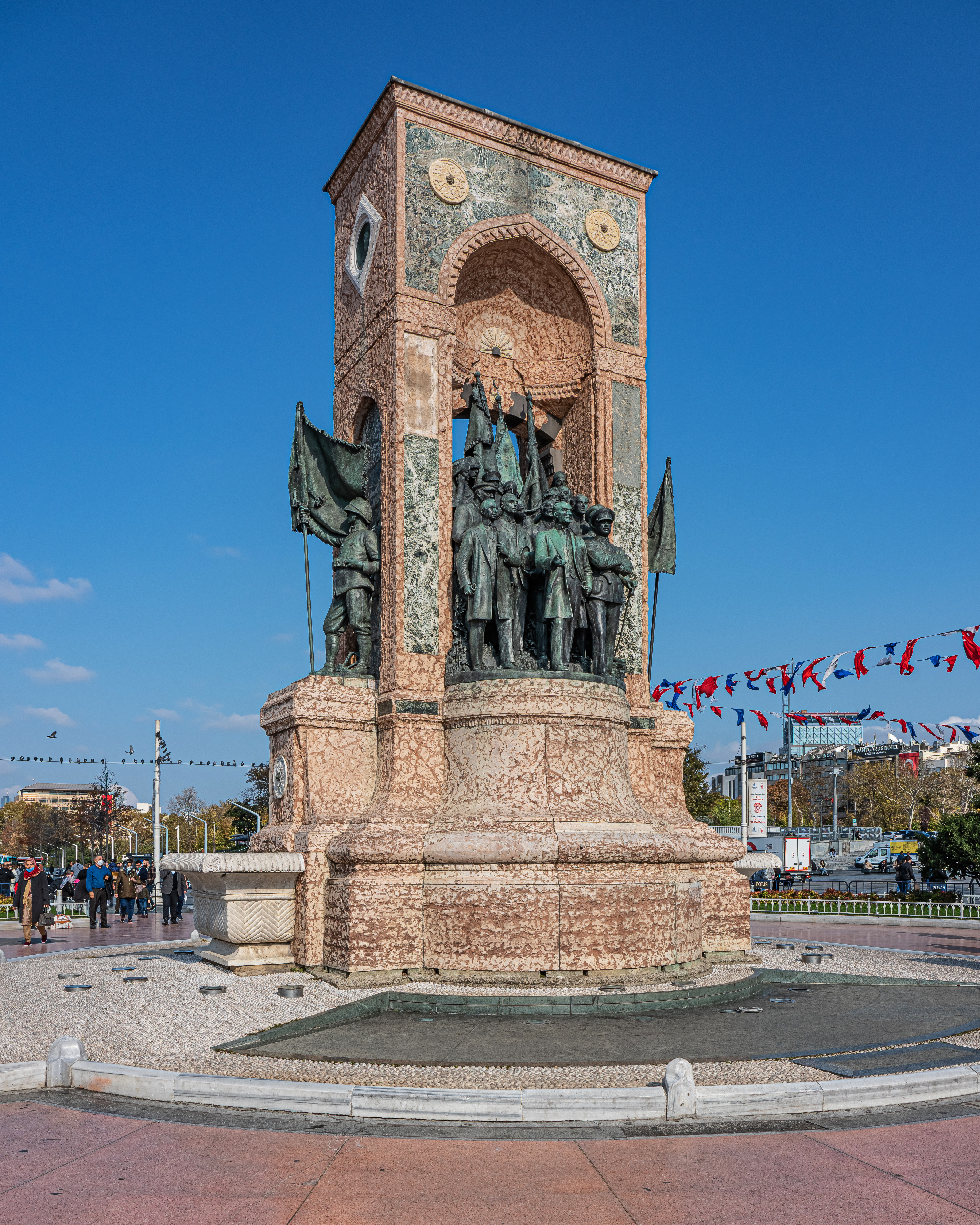
El Monumento a la República (1928) en la plaza Taksim, realizado por el escultor italiano Pietro Canonica.

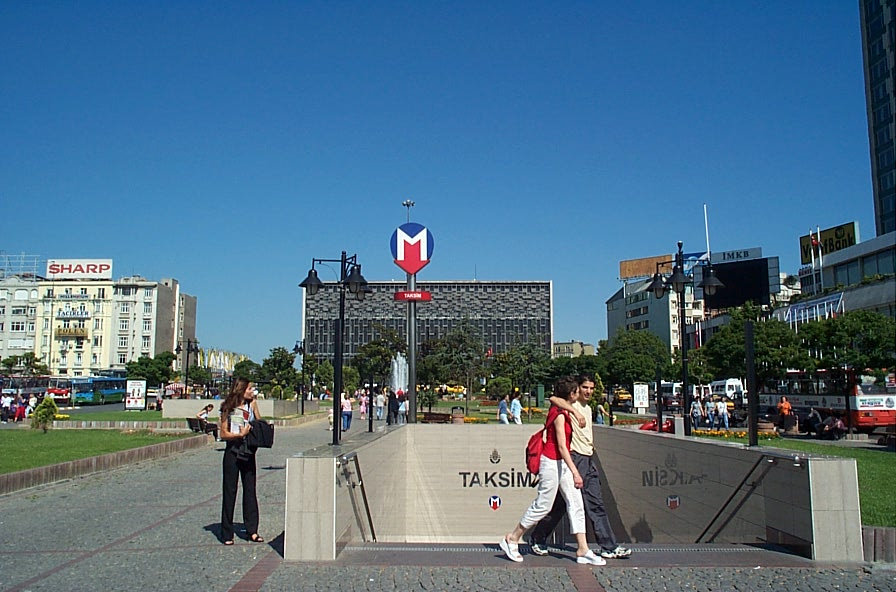
El Centro cultural de Atatürk en la plaza Taksim, junto a la entrada de la estación Taksim del Metro de Estambul.

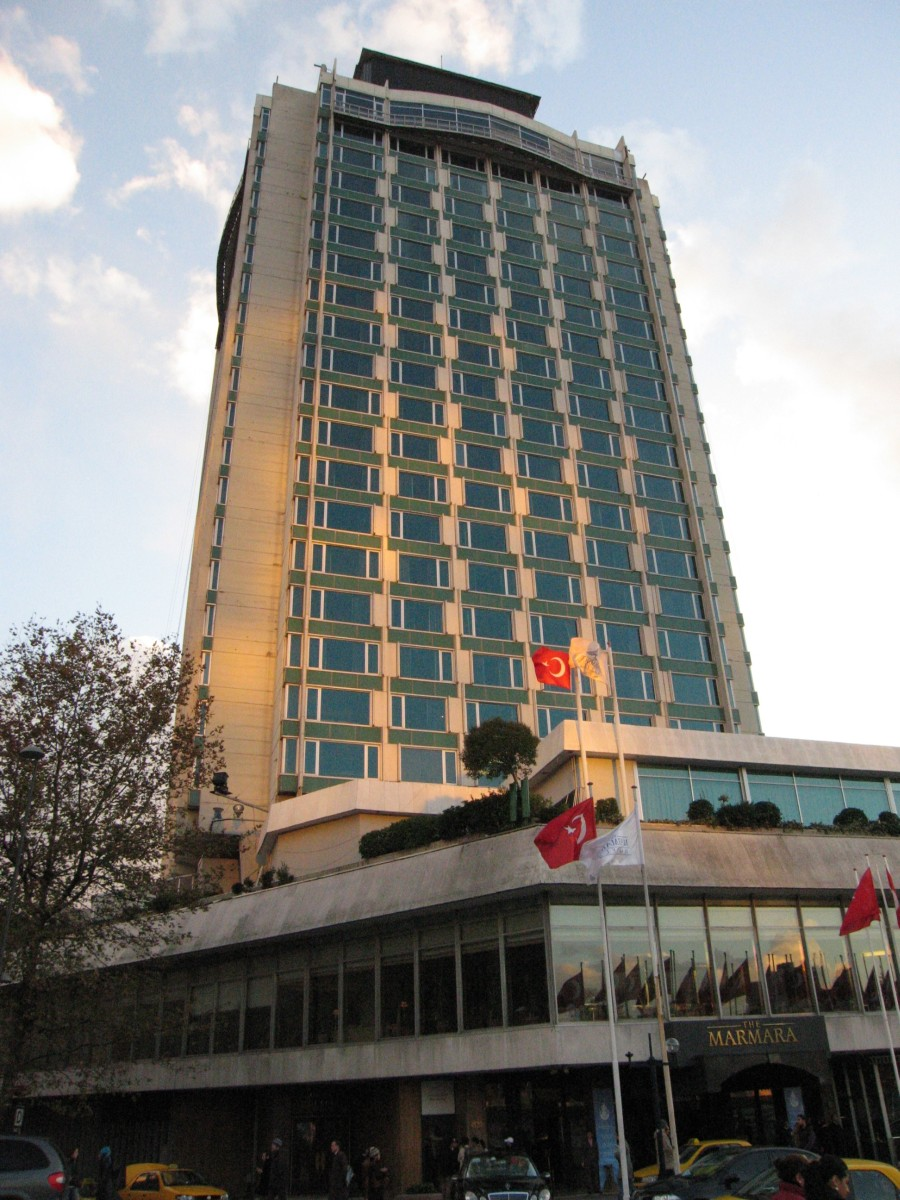
El Marmara Hotel en la plaza Taksim.

La plaza Taksim (en turco: Taksim Meydanı) es una plaza situada en Beyoğlu, en la parte europea de Estambul, Turquía, que además da nombre a una zona turística y de ocio conocida por sus restaurantes, tiendas y hoteles. Es considerada el centro neurálgico del Estambul moderno, y alberga la estación central de la red del Metro de Estambul. En la plaza se sitúa también el Monumento a la República (en turco: Cumhuriyet Anıtı), que fue esculpido por Pietro Canonica e inaugurado en 1928. El monumento conmemora el quinto aniversario de la fundación de la República de Turquía en 1923, tras la Guerra de Independencia turca.

## Historia
La palabra taksim significa «división» o «distribución». La plaza Taksim era originalmente el lugar donde se recogían las principales líneas de agua provenientes del norte de Estambul en un embalse de piedra de época otomana y se ramificaban (distribuían) a otras partes de la ciudad, de donde procede el nombre. Este uso de la zona fue establecido por el sultán Mahmud I. Además, la palabra taksim puede referirse a una forma de improvisación musical característica de la música clásica turca que está guiada por el sistema makam. Otro edificio significativo que se situaba en la plaza era el Cuartel Militar de Taksim (Taksim Topçu Kışlası), construido en el siglo XIX, que posteriormente se convirtió en el Estadio Taksim, pero fue demolido en 1940 durante la construcción del parque Taksim Gezi (Taksim Gezi Parkı).

## En la actualidad
Taksim es un importante nodo del sistema de transporte de la ciudad y un destino popular tanto para los turistas como para la población local de Estambul. La İstiklal Caddesi («Avenida de la Independencia»), una larga calle comercial peatonal, termina en esta plaza, y hay un tranvía nostálgico que empieza en la plaza y recorre toda la avenida, terminando cerca del Tünel (1875), que es la segunda línea de metro más antigua del mundo tras el Metro de Londres (1863). Alrededor de la plaza Taksim hay numerosas agencias de viajes, hoteles, restaurantes, pubs y cadenas internacionales de comida rápida como Pizza Hut, McDonald's, Subway y Burger King. También contiene algunos de los mejores hoteles de Estambul, como el InterContinental, el Ritz-Carlton, y The Marmara Hotel.
Taksim es un lugar usado a menudo para eventos públicos como desfiles, celebraciones de Año Nuevo u otras reuniones sociales. También se sitúa en la plaza el Centro cultural de Atatürk (Atatürk Kültür Merkezi), un centro cultural multiusos y teatro de ópera. La cadena de televisión NTV tuvo su estudio de noticias de la mañana en la plaza Taksim durante varias temporadas, hasta que se trasladó a su nuevo estudio en 2011.

## Parque Taksim Gezi
El parque Taksim Gezi es un pequeño parque situado en medio de la jungla de hormigón del centro de Estambul. En 2013, el Ayuntamiento de la ciudad, que quería demoler el parque para añadir más centros comerciales a la zona, empezó a desalojar por la fuerza a los manifestantes que habían acampado en el parque. Después de que se difundiera la noticia de la brutalidad de la policía, miles de personas se manifestaron para detener la demolición del parque en el movimiento Occupy Taksim. Aunque el estado actual del proyecto de demolición está en el limbo, el gobierno del Partido de la Justicia y el Desarrollo (AKP) tiene a la policía estacionada en la plaza Taksim y sus alrededores preparados para detener cualquier manifestación grande.

## Transporte
La plaza Taksim es un importante nodo del transporte urbano de Estambul. Además de ser el punto de transferencia principal de la red municipal de autobuses, la plaza Taksim también es el término de la línea 4 del Metro de Estambul. La línea de tranvía nostálgico İstiklal Caddesi-Tünel también empieza en Taksim. El 29 de junio de 2006 se dio un impulso adicional a la posición de Taksim al abrirse la nueva línea F1 Funicular Kabataş-Taksim que conecta la estación de metro de Taksim con la estación de tranvía de Kabataş y el puerto de ferries, y permite que se ascienda a Taksim en solo 110 segundos.

## Manifestaciones e incidentes
La plaza ha sido un lugar importante para protestas políticas durante gran parte de su historia. Grupos de todos los lados del espectro político, así como muchas organizaciones no gubernamentales, intentan manifestarse en esta plaza para usar su visibilidad en beneficio de su causa.
- El 16 de febrero de 1969, unos ciento cincuenta manifestantes de izquierdas resultaron heridos en enfrentamientos con grupos de derechas en el que es conocido como «Domingo Sangriento».
- En los eventos conocidos como «masacre de la Plaza Taksim», treinta y seis manifestantes de izquierdas fueron asesinados en la plaza por pistoleros no identificados, presuntamente de derechas, durante las manifestaciones del Día del Trabajo del 1 de mayo de 1977.
- En el año 2000 se produjeron disturbios en la plaza Taksim y dos hinchas del Leeds United fueron apuñalados en enfrentamientos con los hinchas del Galatasaray la noche antes del partido de ida de semifinales de la Copa de la UEFA 1999-2000 entre los dos equipos.
- El 31 de octubre de 2010 una bomba suicida explotó junto a un autobús de la policía. El autor del atentado, un militante del TAK, murió, mientras que quince policías y diecisiete civiles resultaron heridos.[4]

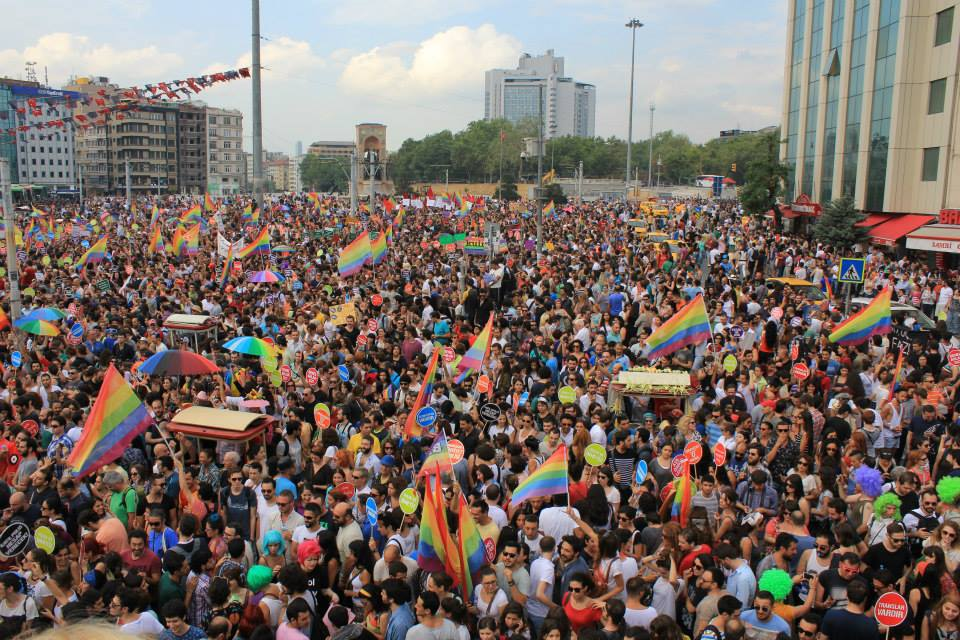
El Orgullo de Estambul de 2013 en la plaza Taksim.

Tras muchos otros incidentes violentos, se prohibieron todas las formas de protesta en grupo en la plaza y la policía mantenía una presencia las veinticuatro horas del día para evitar cualquier incidente. La prohibición no se aplicaba a las calles de los alrededores. En la actualidad, la plaza Taksim es de nuevo el punto de inicio o final de muchas manifestaciones políticas; además, en 2010 se permitieron por primera vez las reuniones masivas en el Día del Trabajo y se han desarrollado pacíficamente desde entonces. Sin embargo, las concentraciones para eventos como Nochevieja, el Día de la República o retransmisiones masivas de importantes partidos de fútbol están excluidas de la prohibición. El anual Orgullo de Estambul también se realiza en la plaza.

### Protestas del parque Taksim Gezi
Desde el 26 de mayo de 2013, se realizaron protestas en la plaza Taksim en oposición a la reconstrucción del Cuartel Militar de Taksim de época otomana (demolido en 1940 para la construcción del parque Taksim Gezi) y un centro comercial en la parcela del parque. A primera hora de la mañana del 31 de mayo, las fuerzas de policía atacaron a los manifestantes y a las personas que dormían en tiendas de campaña con gas lacrimógeno, aerosol de pimienta y chorros de agua.
Los manifestantes también criticaron al primer ministro Recep Tayyip Erdoğan, que lleva en el cargo durante más de diez años, por su postura intransigente en este controvertido asunto y por el excesivo uso de la fuerza de la policía turca contra los manifestantes. El gran número de árboles que fueron talados en los bosques del norte de Estambul para la construcción del puente Yavuz Sultan Selim (tercer puente del Bósforo) y del nuevo Aeropuerto Internacional Recep Tayyip Erdoğan (que será el aeropuerto más grande del mundo, con capacidad para 150 millones de pasajeros al año) también influyeron en la sensibilidad del público para proteger el parque Taksim Gezi. Según los datos oficiales del gobierno turco, se talaron 2 330 012 árboles para la construcción del aeropuerto y sus carreteras de acceso, y 381 096 árboles para la construcción de las autopistas de acceso al puente Yavuz Sultan Selim, alcanzando un total de 2 711 108 árboles para los dos proyectos.